# Waterpoort (Montfoort)
De Waterpoort is een voormalige waterpoort in de stadsmuur van Montfoort. Samen met de voormalige Willeskopperpoort, Heeswijkerpoort en de bewaard gebleven IJsselpoort gaf de poort toegang tot de stad.
De Waterpoort lag aan de Hollandse IJssel, waardoor eenvoudig goederen konden worden aangevoerd. Deze werden via een inmiddels gedempte gracht in de Havenstraat verder vervoerd naar De Plaats, waar deze werden verhandeld. Naast de gracht, ter hoogte van de Hoogstraat, stond de Montfoortse Waag. 
De oorspronkelijke waterpoort is afgebroken en vervangen door een stenen brug. Ook de naam van de straat herinnert aan de voormalige poort.

## Afbeeldingen

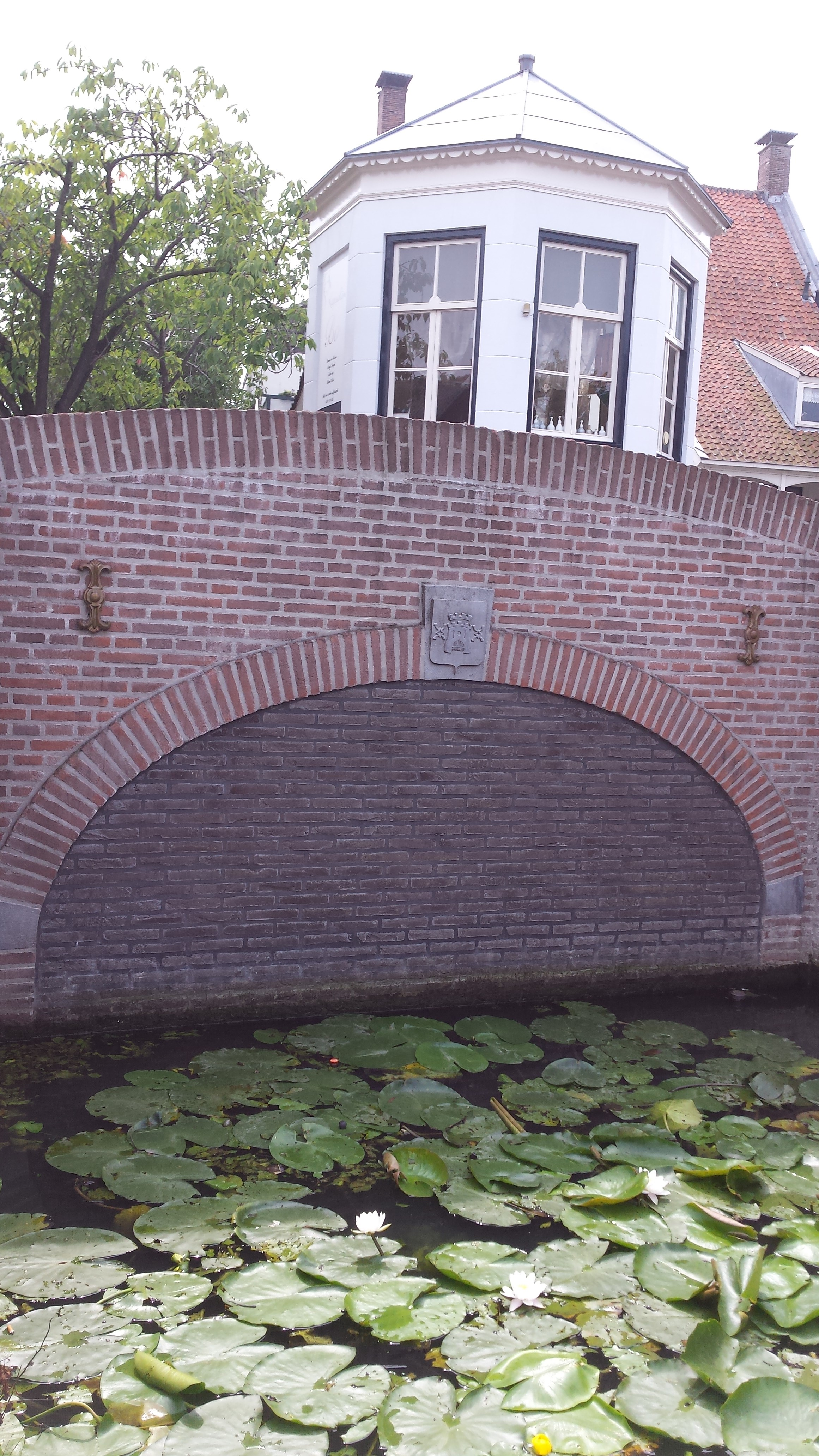
Situatie in juli 2014
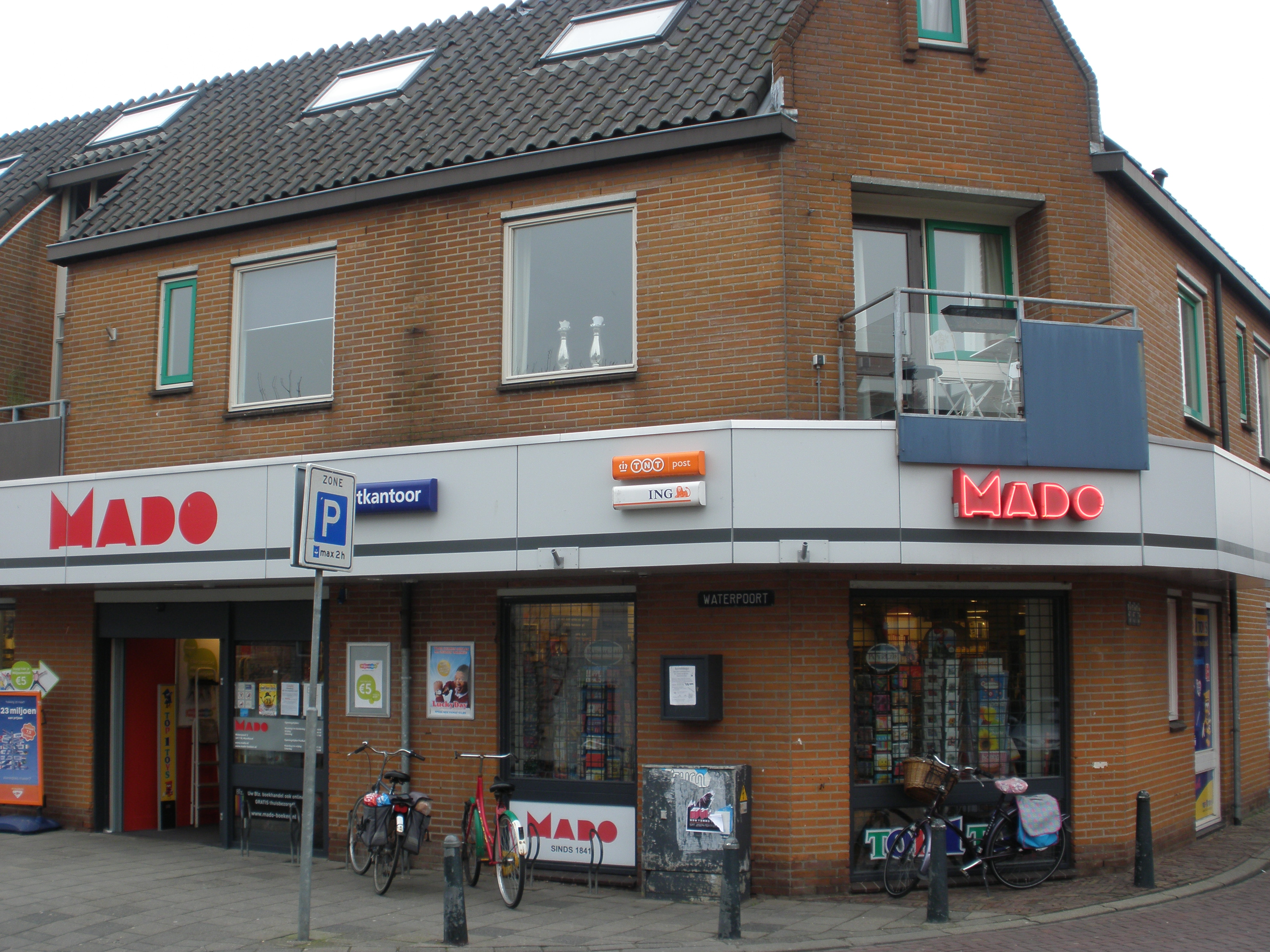
Nieuwbouw met straatnaambord 'Waterpoort'

Achterstraat ·
Blindeweg ·
Bovenkerkweg ·
De Plaats ·
Doeldijk ·
Havenstraat ·
Heeswijkerpoort ·
Heilig Levenstraat ·
Hofdijk ·
Hofstraat ·
Hoogstraat ·
Julianalaan ·
Keizerstraat ·
Lieve Vrouwegracht ·
Lindeboomsweg ·
Mannenhuisstraat ·
Mastwijkerdijk ·
Molenstraat ·
Om 't Hof · 
Om 't Wedde · 
Onder de Boompjes ·
Oude Boomgaard ·
Schoolstraat  ·
Slotlaan ·
Vrouwenhuisstraat ·
Waardsedijk ·
Waterpoort ·
Willeskopperpoort ·
IJsselplein ·
IJsselkade ·
IJsselveld